# Wybory parlamentarne w Szwecji w 1988 roku
Wybory parlamentarne w Szwecji odbyły się 18 września 1988.
Frekwencja wyborcza wyniosła 86,0%. Oddano 5 373 719 głosów ważnych oraz 67 331 (1,2%) głosów pustych lub nieważnych.

## Wyniki wyborów
| Lista                                          | Liczba głosów | % głosów | +/- % | Liczba mandatów | +/- |
| ---------------------------------------------- | ------------- | -------- | ----- | --------------- | --- |
| Szwedzka Socjaldemokratyczna Partia Robotnicza | 2 321 826     | 43,2     | -1,5  | 156             | -3  |
| Umiarkowana Partia Koalicyjna                  | 983 226       | 18,3     | -3,0  | 66              | -10 |
| Ludowa Partia Liberałów                        | 655 720       | 12,2     | -2,0  | 44              | -7  |
| Partia Centrum                                 | 607 240       | 11,3     | -1,1  | 42              | -2  |
| Partia Lewicy – Komuniści                      | 314 031       | 5,8      | +0,4  | 21              | +2  |
| Zieloni                                        | 296 935       | 5,5      | +4,0  | 20              | +20 |
| Chrześcijańscy Demokraci                       | 158 182       | 2,9      | +2,9  | 0               | ±0  |
| inni                                           | 36 559        | 0,7      |       | 0               |     |
| Razem                                          | 5 373 719     | 100      |       | 349             |     |